# Microsericaria quadripunctata
Microsericaria quadripunctata är en skalbaggsart som beskrevs av Brenske 1896. Microsericaria quadripunctata ingår i släktet Microsericaria och familjen Melolonthidae. Inga underarter finns listade i Catalogue of Life.